# Béton réfractaire
Un béton réfractaire est un béton de ciment capable de résister à des températures allant jusqu’à 2 000 °C au lieu de 300 °C pour un béton normal. Il appartient à la famille des matériaux réfractaires.

## Composition
Comme tout béton de ciment normal, le béton réfractaire est fabriqué en mélangeant principalement du  ciment, des granulats et de l’eau. La différence réside dans le type de ciment et le type de granulats utilisés.
Le ciment utilisé appartient à la famille des ciments alumineux. L'augmentation du pourcentage de ce type de ciment dans le béton augmente la résistance à la température de ce dernier. 
Les granulats utilisés sont des granulats réfractaires. Ces granulats peuvent être des briques concassées (350 - 800 °C), de la chamotte (800 - 1 200 °C), du corindon ou de la zircone (1200 - 1 800 °C) . Autres granulats peuvent être utilisés, exemples : gibbsite calciné, sillimanite, alumine tabulaire, etc.

## Propriétés
En plus de la résistance pyroscopique, les bétons réfractaires ont une bonne résistance mécanique et une faible conductivité thermique.

## Utilisations
Le béton réfractaire est utilisé dans la fabrication des cheminées, des carneaux de cheminées, des soles et autres parties des fours en sidérurgie , etc.